# Túszharc
A Túszharc (eredeti címe: Proof of Life) egy 2000-es amerikai akciófilm és thriller, amelyet Taylor Hackford rendezett. A forgatókönyvet Tony Gilroy készítette. A produkció főszerepében Russell Crowe és Meg Ryan.
A film premierjét 2000. december 4-én mutatták be az Egyesült Államokban. Magyarországon 2001. március 15-től vetítették a mozikban.

## Cselekmény
Alice Bowman Tecalába költözik, hogy férje, Peter segíthessen egy új gát építésében a Quad Carbon olajvállalatnak. Petert azonban a Tecala Felszabadító Hadseregének (ELT) gerillalázadói elrabolják, mert azt hiszik, hogy olajvezetéken dolgozik. 
Terry Thorne, a brit Különleges Légi Szolgálat egykori tagja egy sikeres csecsenföldi túszmentés után érkezik Tecalába. Emberrablási és rablási ügyek szakértőjeként őt választják az ügyre. Thorne azonban drága mulatság a Quad Carbon számára, ugyanis kiderül, hogy a cég a csőd és felvásárlás szélén áll, ezért nincs biztosítási fedezete emberrablásra. 
Alice ezután egy korrupt helyi túsztárgyalóval dolgozik együtt, aki azonnal arra ösztönzi, hogy fizesse ki az ELT első váltságdíjkövetelését, 50 000 dollárt. Alice nem tudván, mit tegyen, beleegyezik, de az ügyletet Thorne megakadályozza. A következő hónapokban Thorne egy rádió segítségével beszél egy ELT-kapcsolattal, és Peter kiszabadításának feltételeiről tárgyalnak - beleértve a váltságdíjat, amit Alice megengedhet magának. Thorne-t és Alice-t a megpróbáltatások közelebb sodorják egymáshoz.
Eközben Peter fogoly lett az ELT dzsungelbeli bázistáborában. Ott összebarátkozik egy másik tússzal, Kesslerrel - egy misszionáriussal és a francia idegenlégió egykori tagjával -, aki tizenkilenc hónapja él a táborban. Ketten megpróbálnak megszökni, de Petert újra elfogják. Thorne ELT kapcsolattartója ezt követően nem hajlandó válaszolni a hívásaira.
Szerencsére Alice egyik fiatal szobalánya felismeri a hangját a rádión keresztül, és elárulja, hogy kormánytisztviselő. Thorne szembesíti a kapcsolattartót, aki megerősíti, hogy Peter életben van, de az ELT és a kormány között kiéleződő háború és Peter terepismerete miatt az ELT nem hajlandó tovább tárgyalni.
Thorne sürgetésére Alice és Kessler meggyőzi a tecalai kormányt, hogy az ELT támadást indít a területükön keresztül épülő csővezeték ellen. Ez mozgósításra kényszeríti a kormányhadsereget, így a tábor ELT-csapatainak nagy része ellentámadásra készül. Thorne, Dino és néhány társa ekkor helikopterrel bevetésre kerül, és rajtaütnek a meggyengült ELT-bázison. Legyőzik a tábor katonáit, kiszabadítják Petert és egy másik túszt, majd visszarepülnek a városba, ahol Alice boldogan találkozik újra a férjével.

## Szereplők
| Szerep        | Színész          | Magyar hangja                         | Magyar hangja                        |
| Szerep        | Színész          | 1. magyar szinkron (Mafilm Audió Kft) | 2. magyar szinkron (Synchronsystems) |
| ------------- | ---------------- | ------------------------------------- | ------------------------------------ |
| Alice Bowman  | Meg Ryan         | Györgyi Anna                          | Györgyi Anna                         |
| Terry Thorne  | Russell Crowe    | Szabó Sipos Barnabás                  | Kőszegi Ákos                         |
| Peter Bowman  | David Morse      | Csuja Imre                            | Fazekas István                       |
| Janis Goodman | Pamela Reed      | Kubik Anna                            | Pápai Erika                          |
| Dino          | David Caruso     | Epres Attila                          | Lux Ádám                             |
| Ted Fellner   | Anthony Heald    | Orosz István                          | Berzsenyi Zoltán                     |
| Jerry         | Stanley Anderson | Kránitz Lajos                         | Kardos Gábor                         |
| Eric Kessler  | Gottfried John   | Sinkovits-Vitay András                | Rudas István                         |
| Wyatt         | Alun Armstrong   | Kristóf Tibor                         | Uri István                           |
| Ian Havery    | Michael Kitchen  | Cs. Németh Lajos                      | Balázsi Gyula                        |
| Ivy           | Margo Martindale | n.a                                   | Némedi Mari                          |

## Fogadtatás
A film vegyes kritikákat kapott. A Rotten Tomatoeson 39%-os minősítést ért el 118 értékelés alapján, az összefoglaló szerint: „Az ígéretes előzmények és a szupersztár szereposztás ellenére a Túszharc csak egy rutinszerű thriller, amely semmi újat nem kínál.” Roger Ebert azt írta, hogy „végig érdekelte a film - érdekelte, de nem ragadta meg.” Jay Carr a Boston Globe-tól azt írta: „A Túszharc intelligens, de kulturálisan elfogult és nem teljesen meggyőző.” Kirk Honeycutt a Hollywood Reportertől azt írta: „Elsőrangú thriller.”
A MetaCritic 45 pontot adott a 100-ból 29 vélemény alapján. Chris Kaltenbach a Baltimore Suntól azt írta: „Szerencsére ennek a filmnek nem kell a képernyőn kívüli kalandokra hagyatkoznia ahhoz, hogy bizonyítsa értékét.” Jack Mathews a New York Daily Newstól azt írta: „A karakterek kapcsolatának romantikus felhangja a film legfőbb hibája, erőltetettnek és kidolgozatlannak tűnik.” Maitland McDonagh a TV Guide Magazine-tól azt írta: „Crowe érzelmekkel teli alakítása ellentétben áll Ryan idegesítő, filmsztárokat idéző alakításával.”
A Box Office Mojo szerint a film veszteséges volt. A 65 millió dolláros költségvetésre 62,7 millió bevétel érkezett.